# Nokia 808 PureView

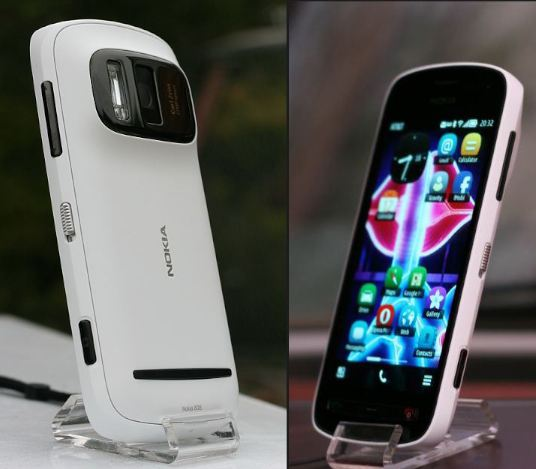
De Nokia 808 PureView.

De Nokia 808 PureView is een smartphone van de Finse fabrikant Nokia. De telefoon werd eind februari 2012 aangekondigd op het MWC in Barcelona. De cameratelefoon is sinds halverwege 2012 in Nederland te verkrijgen. Hij kost rond 535 euro inclusief BTW.

## Besturingssysteem
Hoewel de Nokia 808 PureView in 2012 op de markt kwam, beschikt het niet over Windows Phone, zoals bijna alle andere door Nokia uitgebrachte toestellen, maar over het oude Symbian Belle. Ondanks dat het toestel hierop draait heeft Nokia laten weten verbeteringen te blijven doorvoeren zodat het toestel mee kan gaan met de huidige generatie smartphones.
Op 24 januari 2013 werd bekendgemaakt dat de 808 PureView Nokia's laatste toestel met Symbian was. Het bedrijf maakt nu alleen nog maar op Windows Phone-draaiende Lumia-toestellen en de Asha-serie.

## Camera

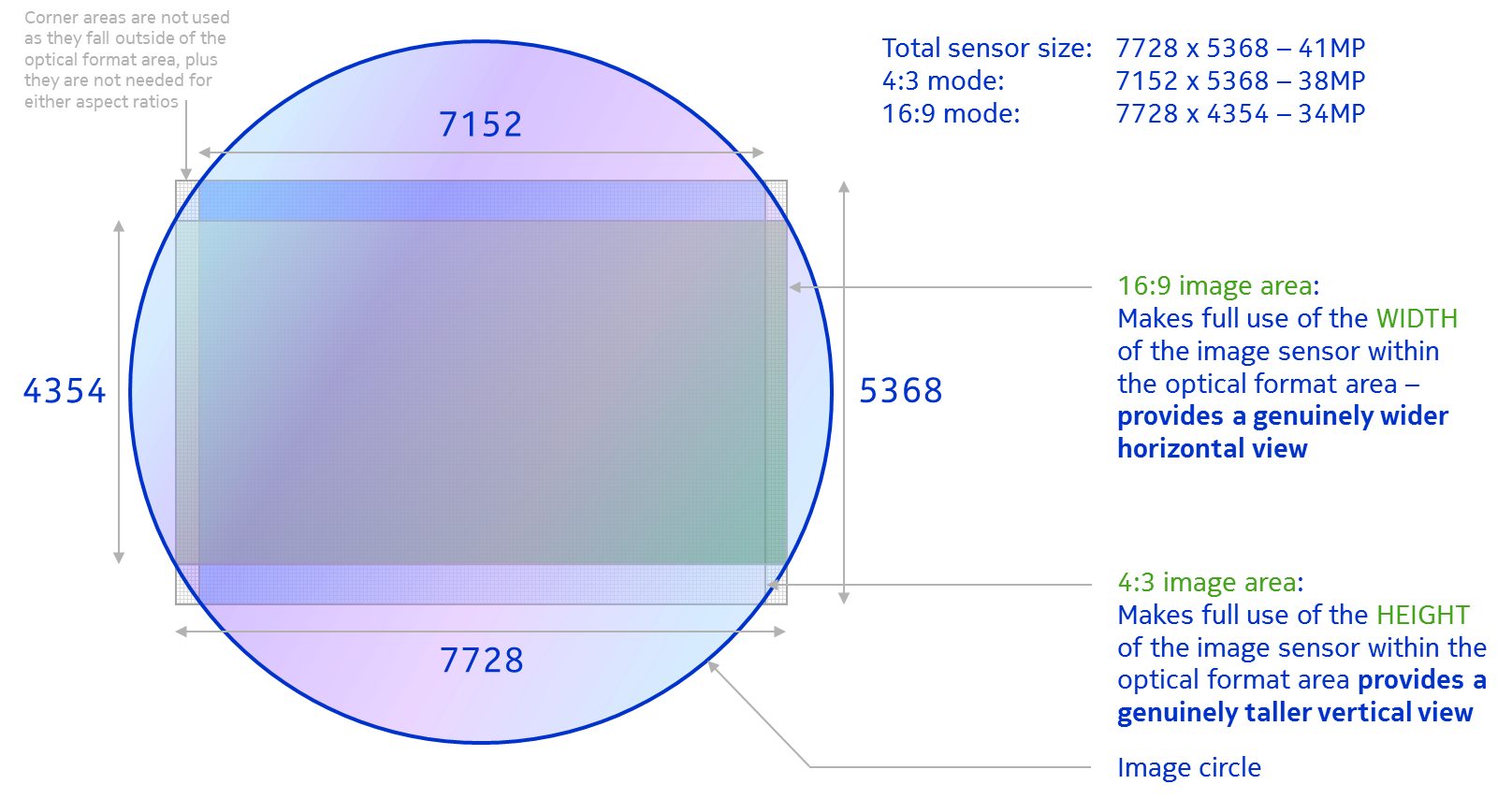
De PureView Sensor met de 16:9- en 4:3-ratio.

Het meest kenmerkende aan de 808 PureView is de camera, die beschikt over een 41 megapixel-sensor. Dat is hoger dan die van de Nokia N8, Sony Xperia S en de Samsung Galaxy S III bij elkaar. Van die 41 megapixels, worden er maar 38 megapixels gebruikt voor het maken van foto's. De camera staat standaard ingesteld op 5 megapixel, waarna oversampling wordt toegepast. Hierbij wordt de informatie uit ongeveer acht pixels gebruikt om de juiste tint voor een zogenoemde 'superpixel' te bepalen. Daardoor zou het er veel beter uitzien dan normale 5 megapixelfoto's, waarbij elke sensorpixel ook één pixel op de foto produceert. De kleurruis moet door deze techniek een stuk minder zijn.
Nokia gebruikt een 'multi-aspectratio'-sensor. Dit betekent dat de sensor extra pixels heeft om de resolutie zo hoog mogelijk te houden bij het gebruik van een andere beeldverhouding. Voor de 16:9-modus is zo een respectabele 34 megapixels beschikbaar.
Foto's kunnen gemaakt worden in verschillende resoluties, zo kan er in de PureView modus standaard in 2, 5 en 8 megapixel worden gefotografeerd. In volle resolutie kunnen foto's worden geschoten van maximaal 38,4 megapixels, hierdoor wordt het beeld niet alleen scherper, maar kost het ook meer geheugen; soortgelijke resoluties kan foto's maken van meer dan 10 MB. Qua verhouding kan gekozen worden tussen 16:9 en 4:3.
De PureView-techniek is naast de Nokia 808 PureView ook te vinden in Nokia's nieuwere topmodellen: de Lumia 920, Nokia Lumia 925, Nokia Lumia 1020, Nokia Lumia 1520 en recent de Nokia Lumia 930.
De cameralenzen zijn van het merk Carl Zeiss, Nokia heeft eerder lenzen van dit merk gebruikt bij de Nokia Lumia 900 en de Nokia Lumia 800, tegenwoordig wordt dit merk ook voor diverse andere Nokia Lumia modellen gebruikt.
De telefoon heeft ook een camera aan de voorkant. Echter deze camera heeft een resolutie van 0,3 megapixel, ook wel een VGA-resolutie genoemd. Deze camera is uitermate geschikt om mee te kunnen videobellen.

## Specificaties
Hieronder volgt een overzicht met overige specificaties.
| afmetingen | 123,9 x 60,2 x 13,9 mm                                         |
| gewicht    | 169 gram                                                       |
| scherm     | AMOLED, Gorilla Glass capacitief touchscreen 4 inch (10,16 cm) |
| resolutie  | 360 x 640 px, 184 ppi                                          |
| geheugen   | 16 GB intern, 64 GB via microSD 512 MB RAM                     |
| processor  | 1,3 GHz                                                        |
| batterij   | 1400 mAh li-ionbatterij                                        |
| SAR-waarde | 1,23 W/kg                                                      |
| kleur      | zwart, wit en rood                                             |

## Prijzen
De 808 PureView won op het Mobile World Congress 2012, waar het geïntroduceerd werd, de prijs voor de "Beste nieuwe mobiele telefoon, toestel of tablet". Ook kreeg het van de Technical Image Press Association de prijs voor de beste innovatie in fotografie. Het kreeg tevens de gouden prijs uitgereikt door Digital Photography Review.

## Galerij

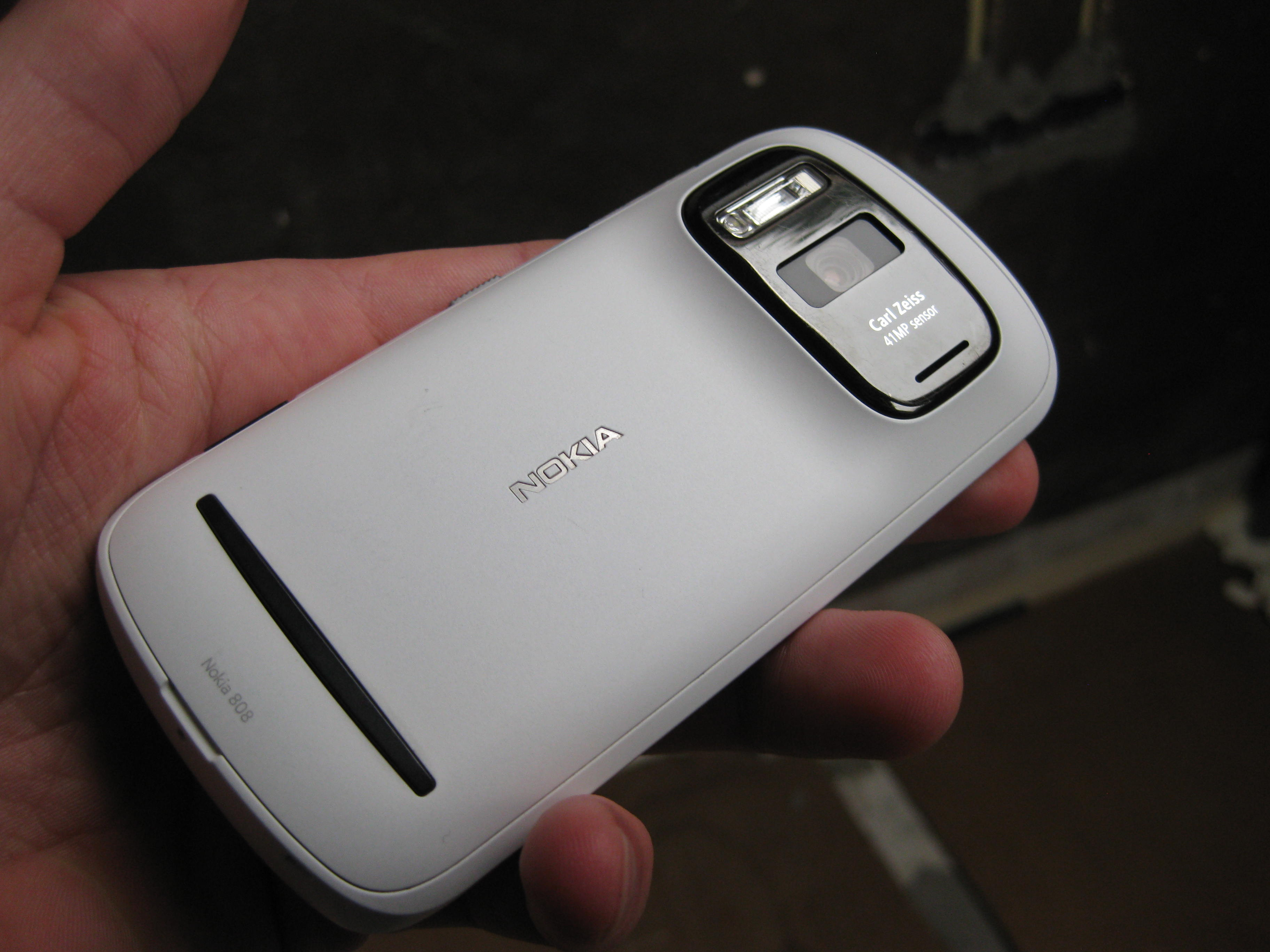
De achterkant
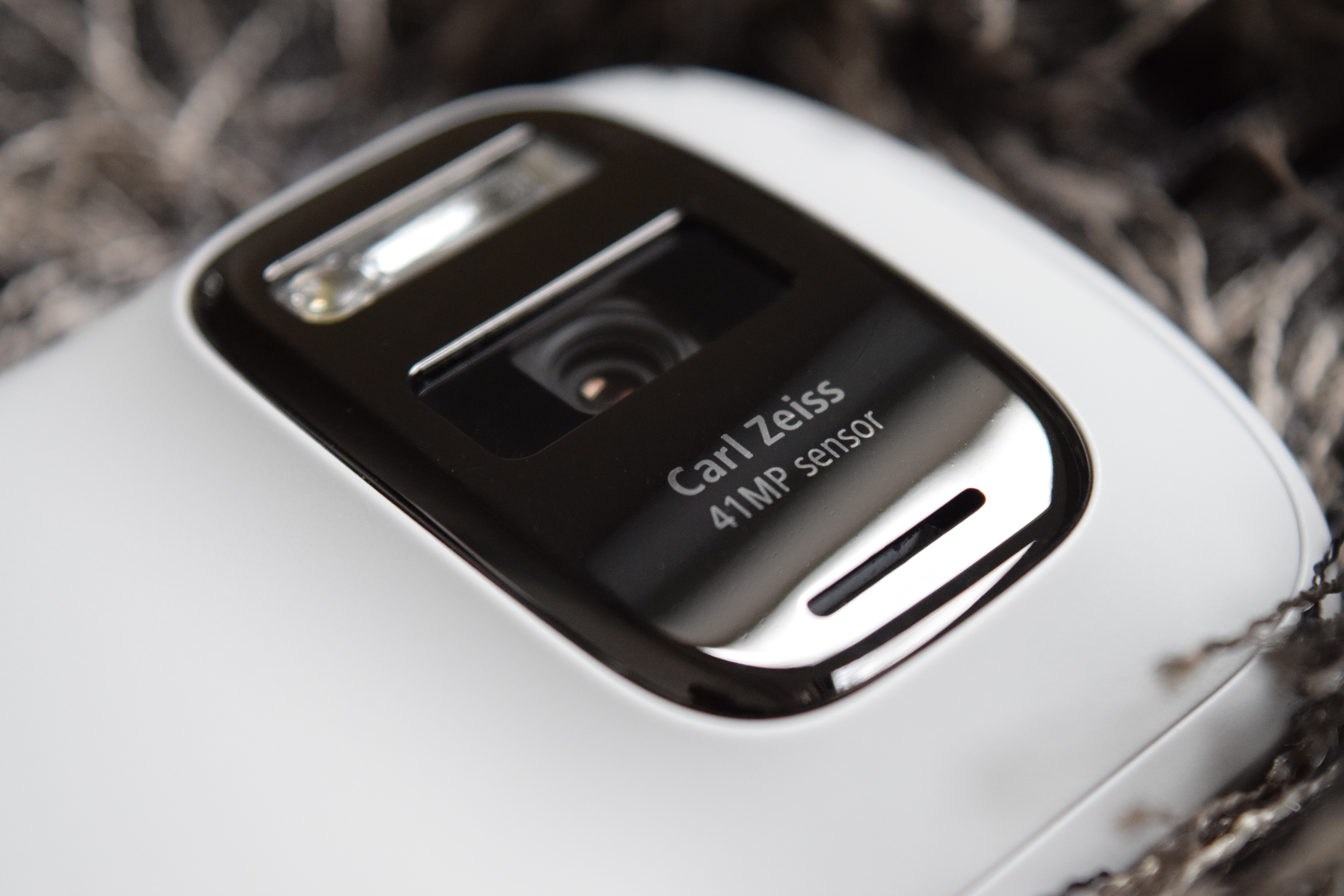
De 41 MP camera met Xenon flitser
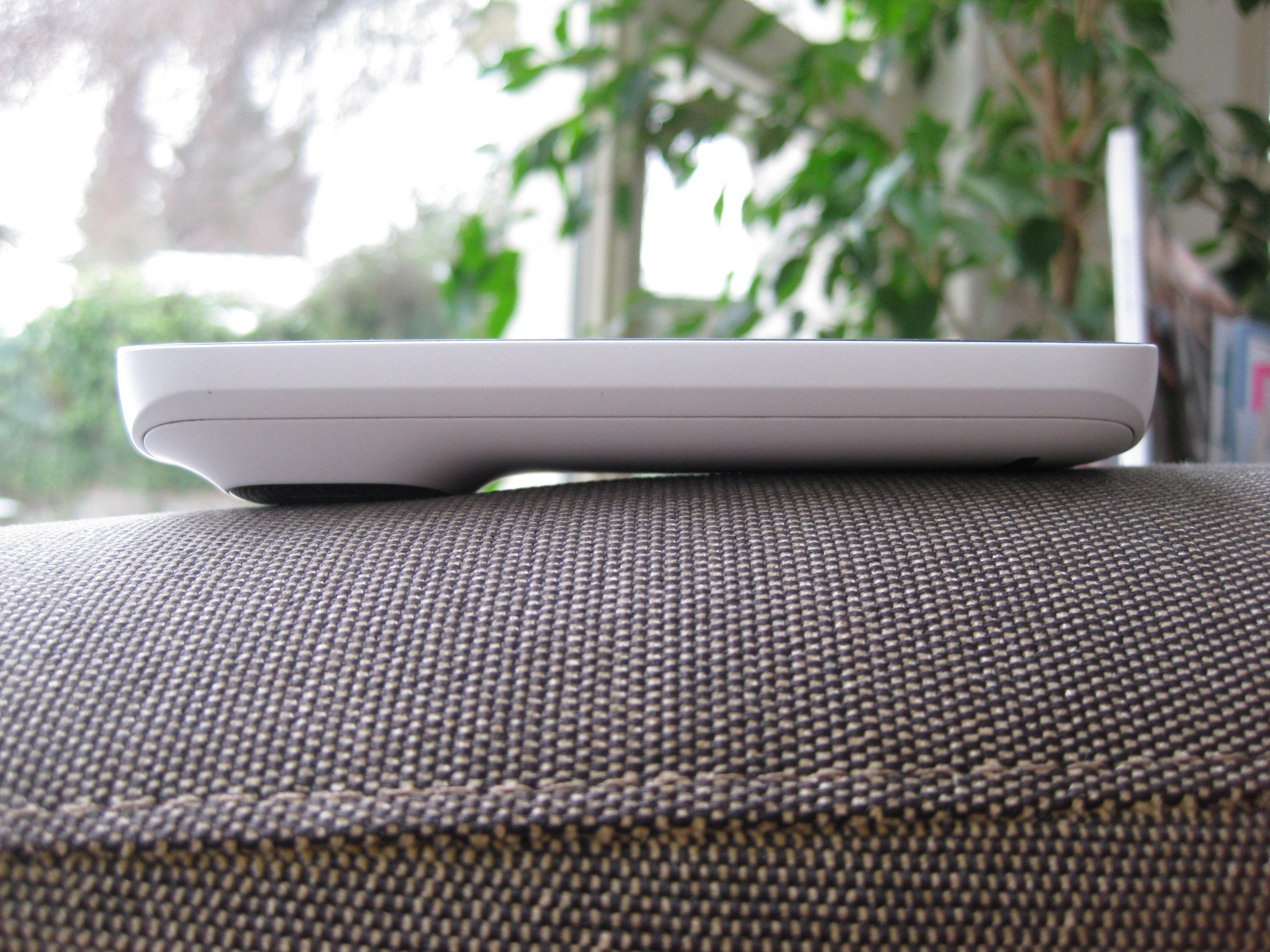
De zijkant
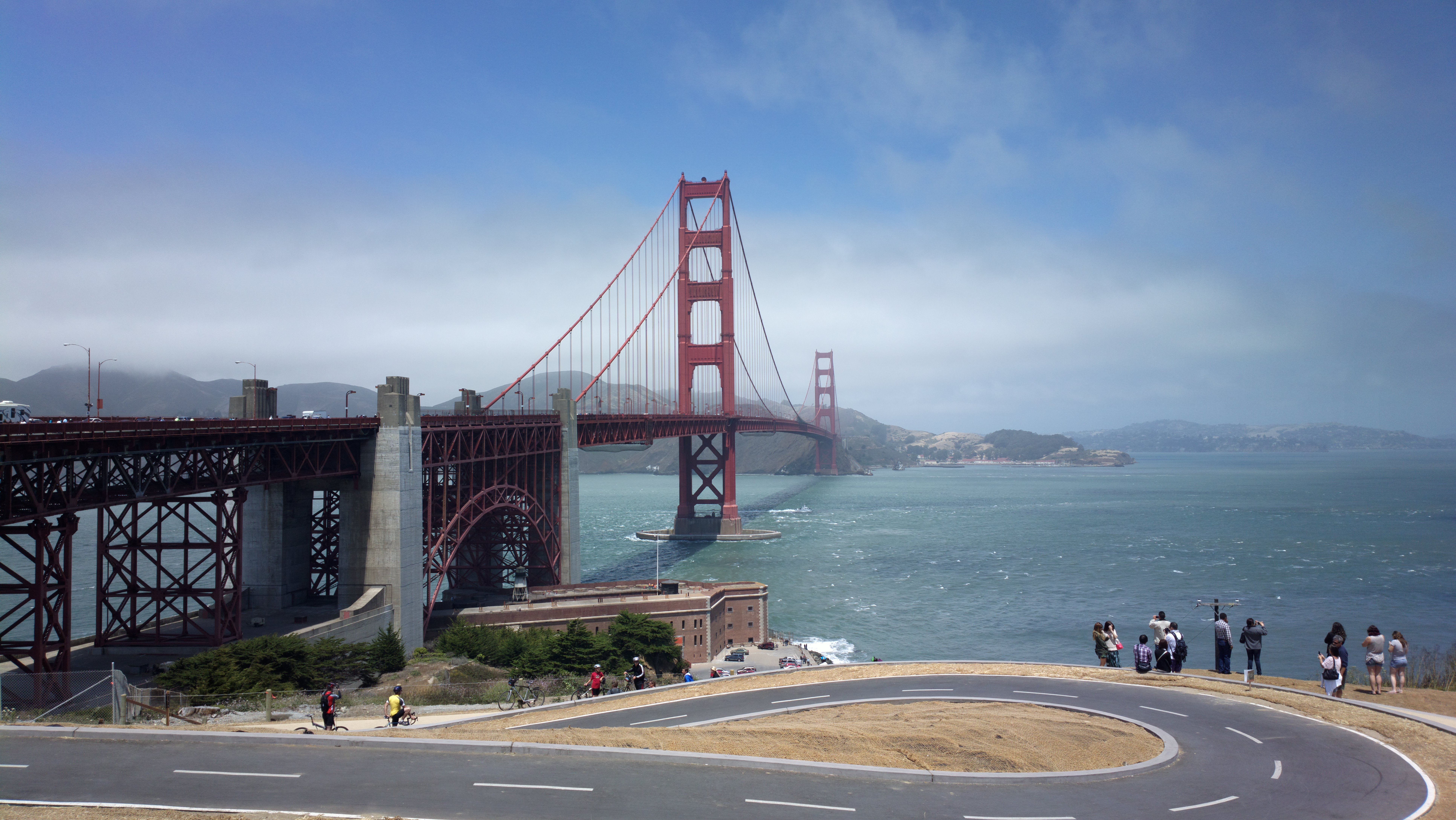
Golden Gate Bridge (33,6 megapixels)
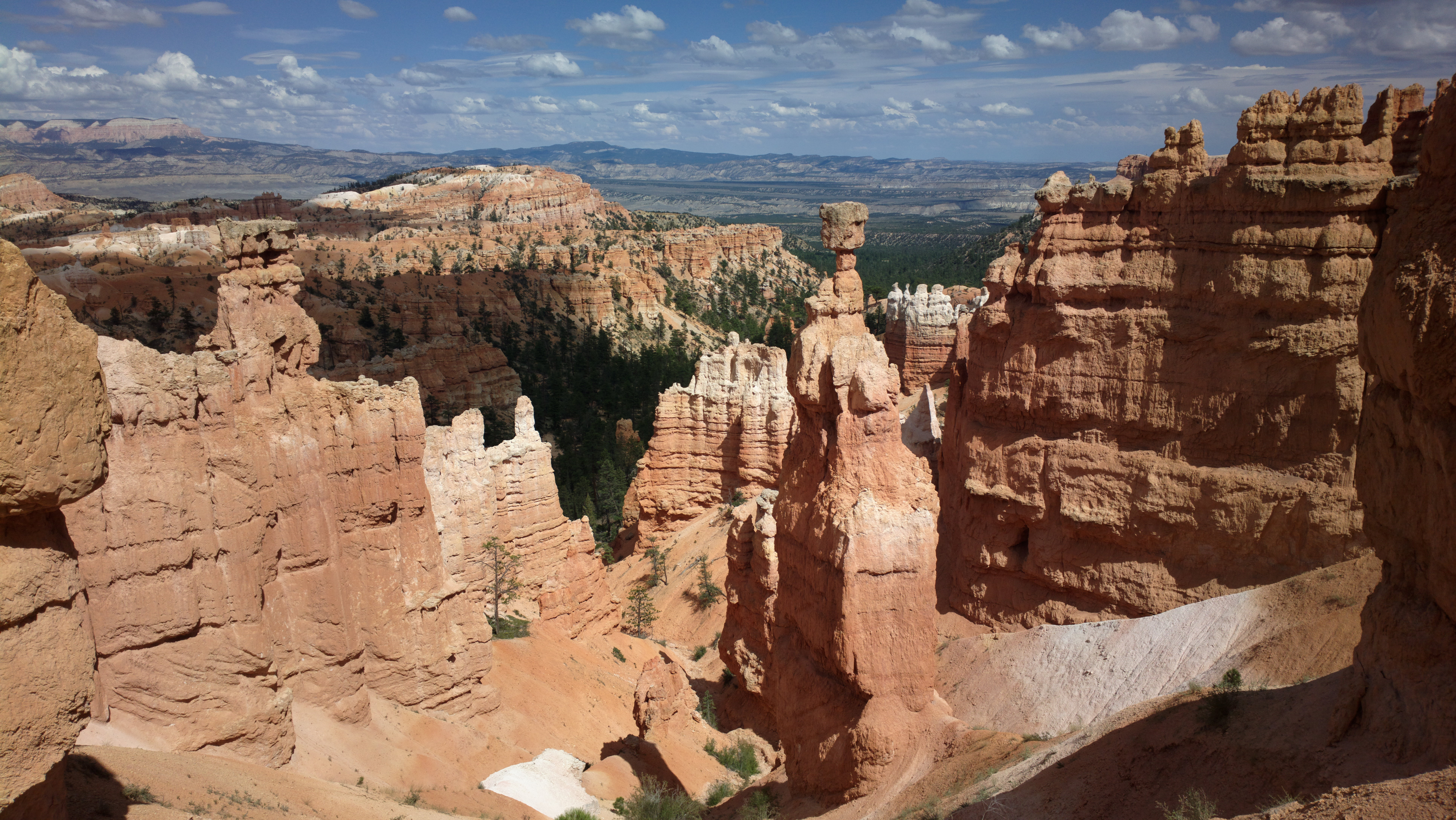
Bryce Canyon (33,6 megapixels)
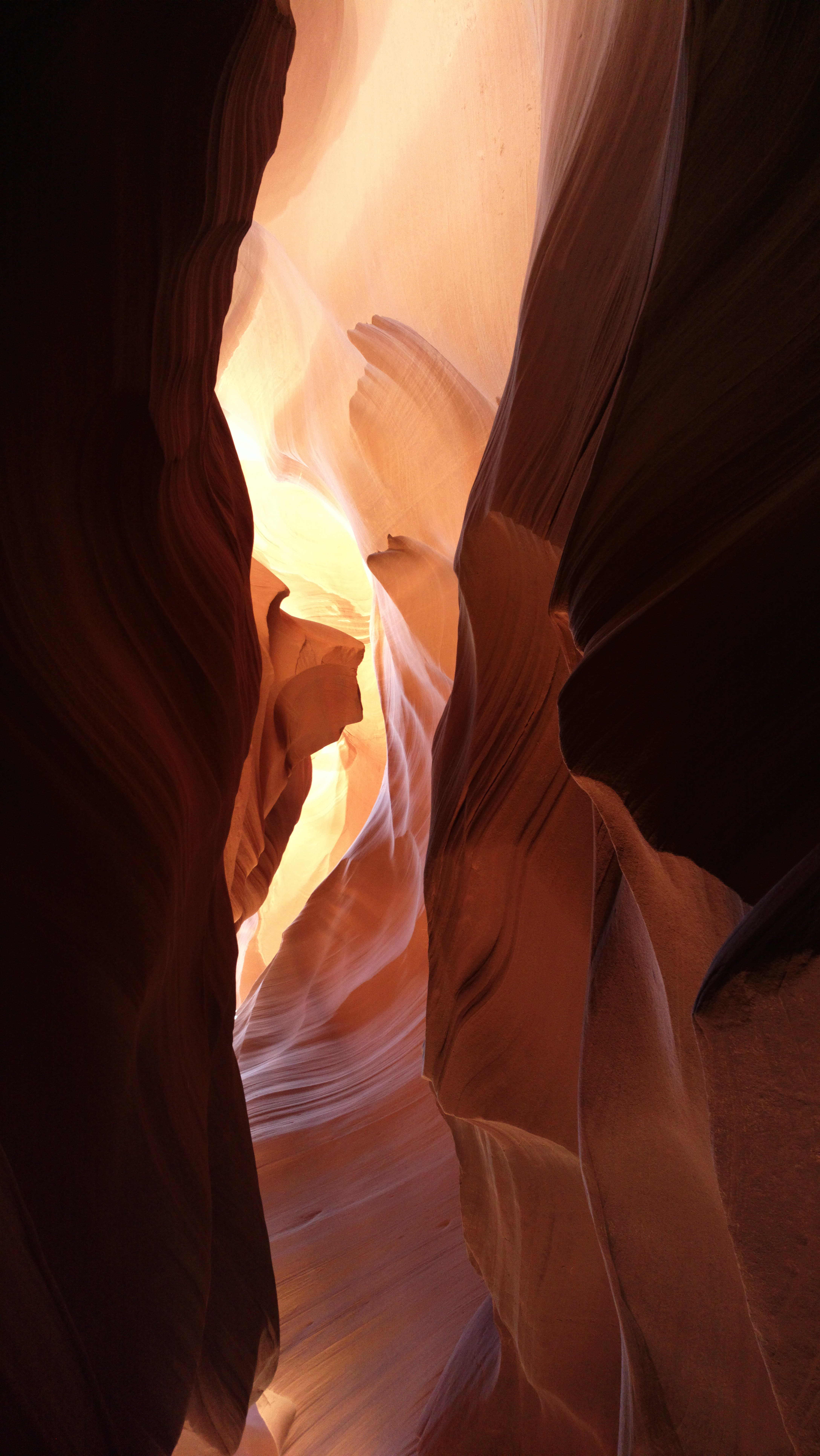
Antelope Canyon (33,6 megapixels)
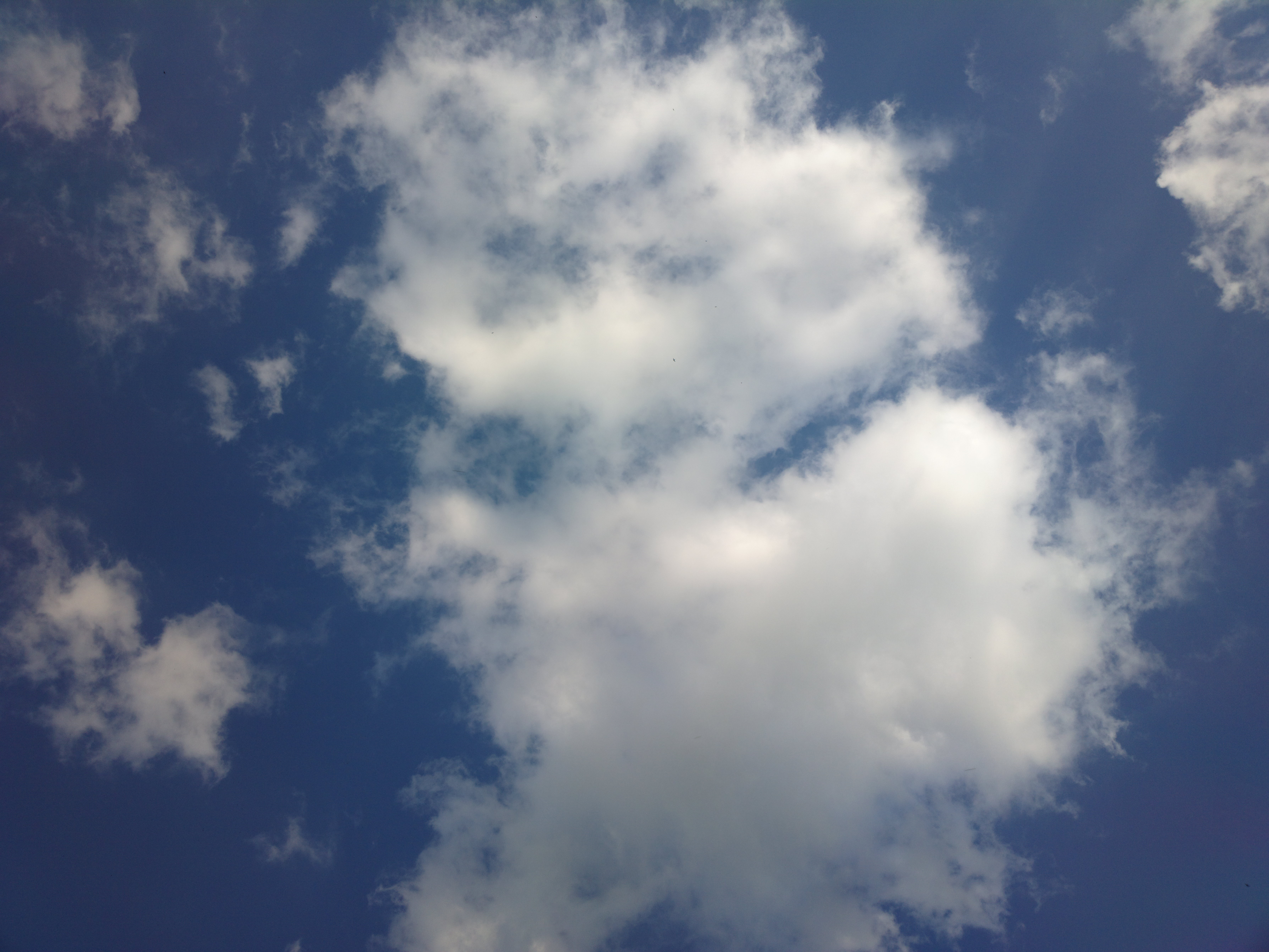
Lucht in maximale resolutie (38,4 megapixels)